# Mňoukání

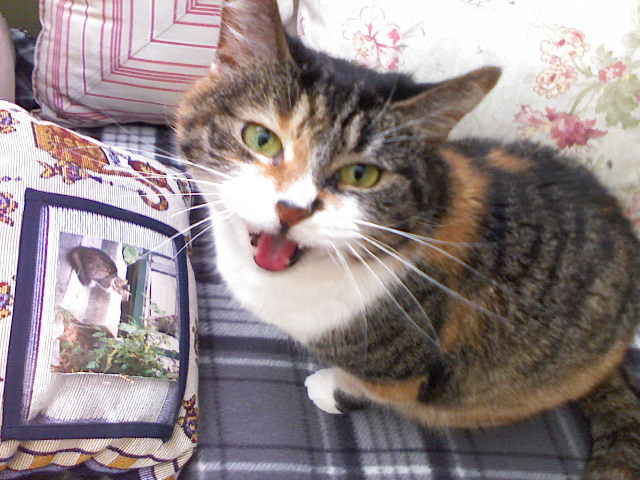
Mňoukající kočka

Mňoukání je zvuk vydávaný kočkami. Nejčastěji pak mňoukají koťata, která tak komunikují se svou matkou. Méně často pak mňoukají dospělé kočky, protože ty spolu komunikují spíše pomocí pachů, častěji nicméně mňoukají kočky žijící s lidmi jakožto domácí mazlíčci, které si osvojily mňoukání jako způsob komunikace s lidmi (toulavé kočky proto téměř nemňoukají). Mňoukání může například značit, že chce kočka vypustit ven, že žádá o pozornost, že se něčeho dožaduje, nebo může být žalostné, přátelské, vítající či odvážné.
V češtině mňoukání označuje citoslovce mňau.